# Samurzakano

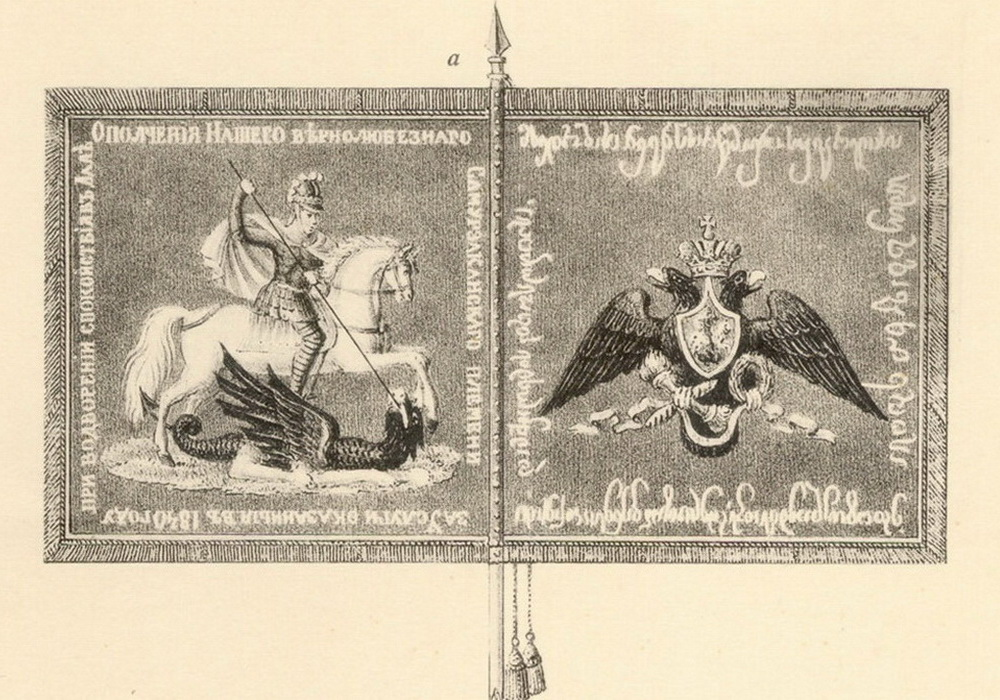
Samurzakano Militia standard

Samurzakano fou un principat d'Abkhàzia governat per una branca secundària dels Shirvashidze. Fou creat el 1700 i va subsistir fins al 1840, els últims 35 anys sota protectorat rus, establert nominalment el 1803 en establir el de Mingrèlia (del qual Rússia el considerava dependent) i confirmat el 1805. El 1808/1810 la branca sènior dels Shirvashidze a Likhni també va quedar sota protecció russa.
Salomó o Zegnak Shirvashidze, príncep d'Abkhàzia cap al 1665, va repartir el país a la seva mort cap al 1700 entre els seus tres fills: Rostom Shirvashidze (entre el Bziphe i el Kodori), Djigetshi Shirvashidze (entre el Kodori i el Galidzga amb capital a Likhni com a rama principal) i Kvapu Shirvashidze (entre el Galidzga i l'Inguri amb capital a Bedia)
El territori de Kvapu, la senyoria de Bedia, després es dirà Samurzakano pel seu fill, el príncep Murza khan o Mirza khan Shirvashidze ("principat de Murza Khan"). El seu fill Khutunica es va revoltar contra Turquia el 1757 i va demanar l'aliança a Rússia, essent de fet independent, però va ser derrotat i mort en una batalla el 1758. El va succeir el seu fill Levan Shirvashidze, que el 1798 va ser enderrocat pel seu nebot Manushihr, fill de Salomó (germà de Levan) que va acceptar el protectorat rus. El 1813 l'expríncep Levan va assassinar Manushihr i va proclamar príncep al seu propi fill Mamhmud Beg (Khutuna Shirvashidze). Després la successió va tornar a Alexandre, fill de Manushihr, el qual va ser assassinat pel príncep Tareil Dadiani el 1829. El va succeir el seu germà Dimitri Manucharovitch Shirvashidze, que el 1840 va ser deposat per Rússia i el país annexionat, i Dimitri va morir a Rússia el 1882.

## Senyors de Bedia (des 1750 aproximadament "prínceps de Bedia o Samurzakano")
- Kvapu Shirvashidze c. 1700-?
- Mirza Khan Shirvashidze (Murza Khan) ?-1750
- Khutunica Shirvashidze c. 1750-1758
- Levan Shirvashidze 1758-1798
- Manushihr Shirvashidze 1798-1813
- Khutuna Shirvashidze (Mahmud Beg) 1813-?
- Alexander Manucharovitch Shirvashidze ?-1829
- Dimitri Manucharovitch Shirvashidze 1829-1840
- A Rússia 1840